# Maribor

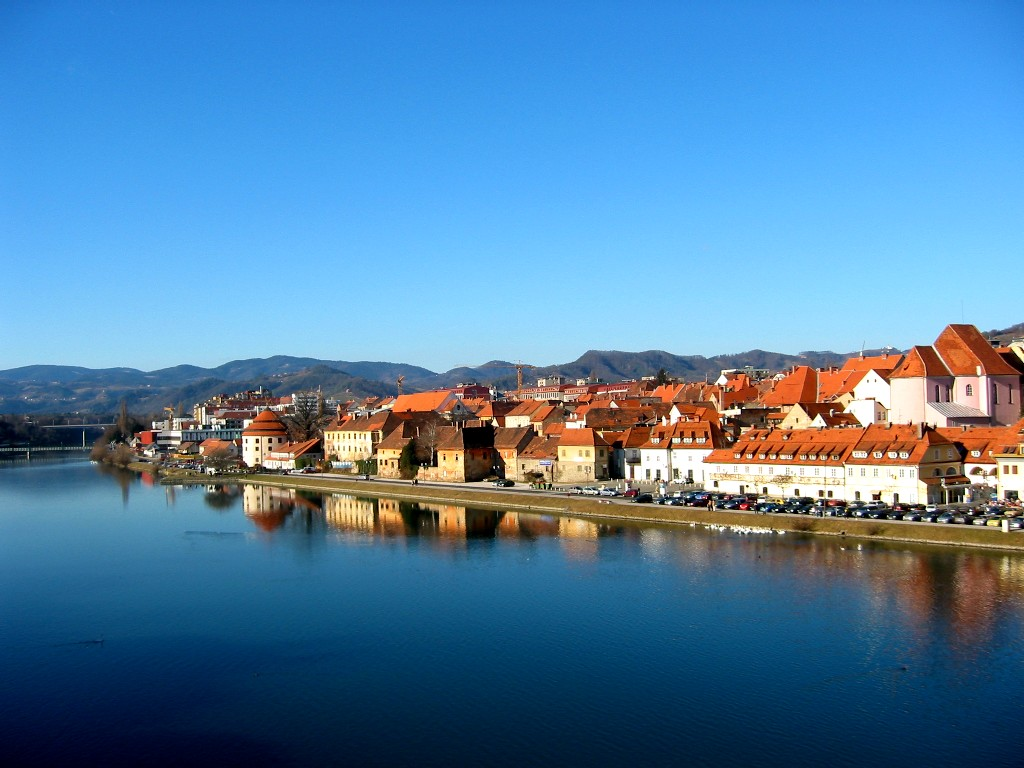
Rzeka Drawa

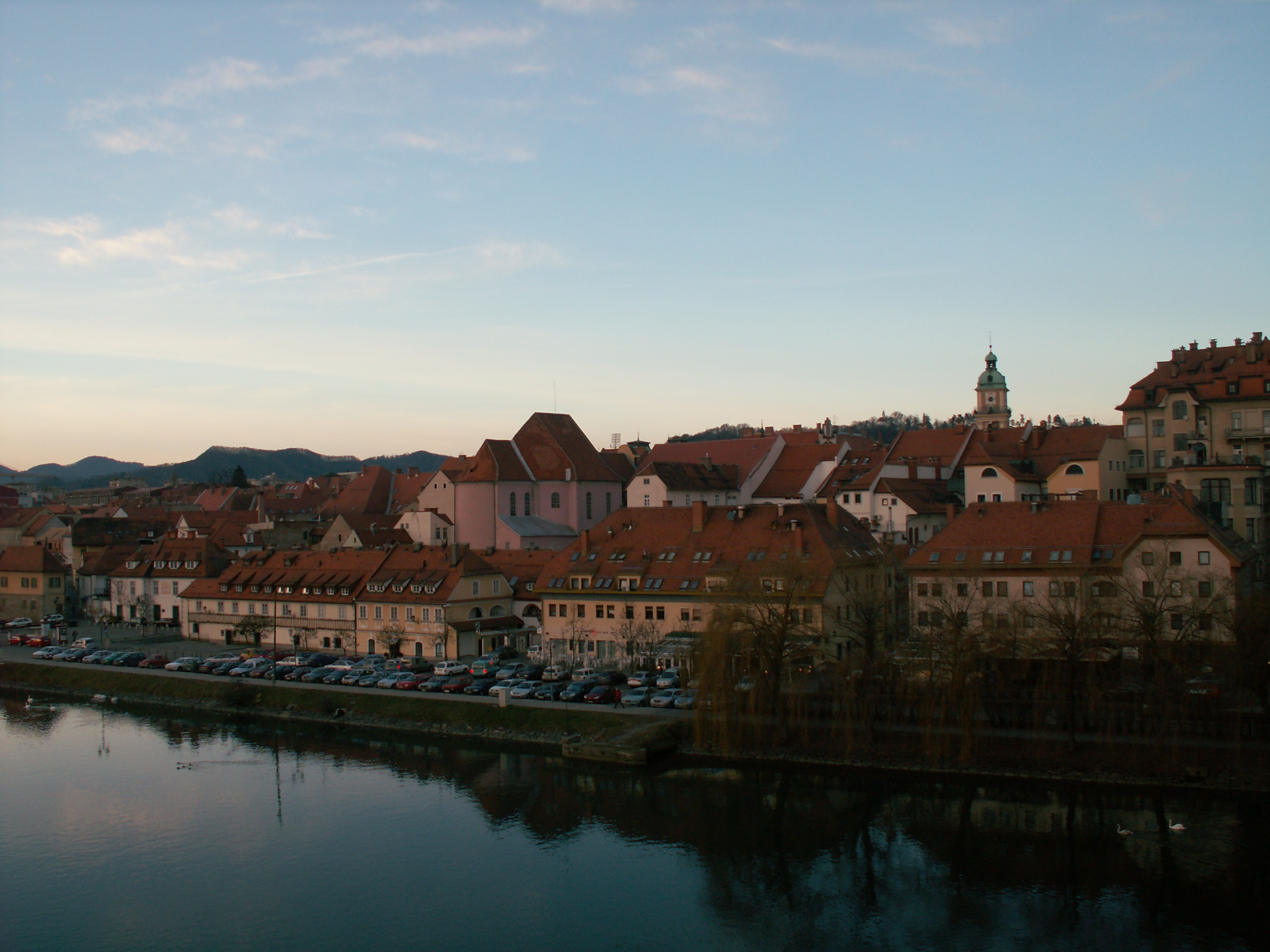
Nabrzeże Lent

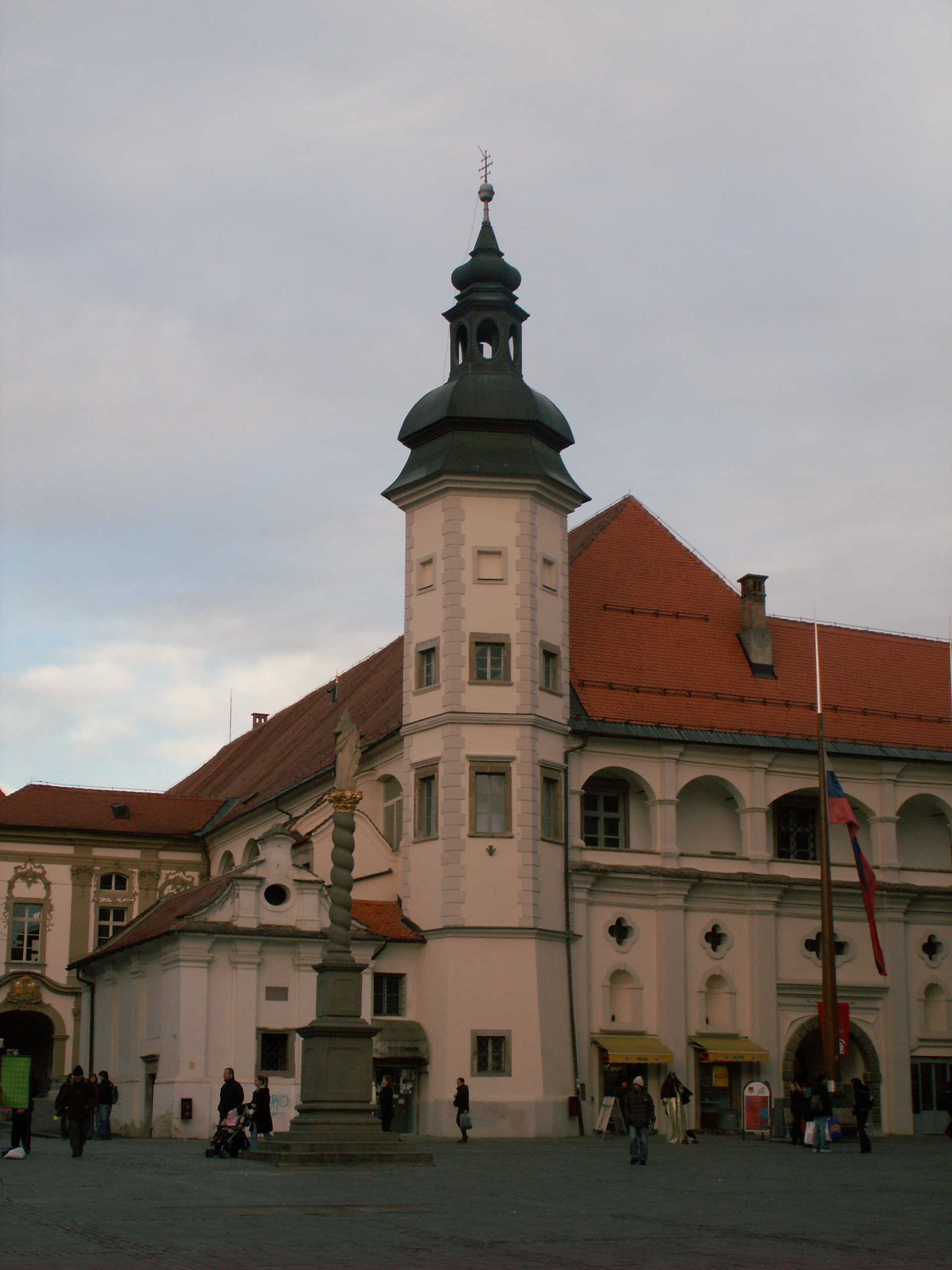
Zamek w Mariborze

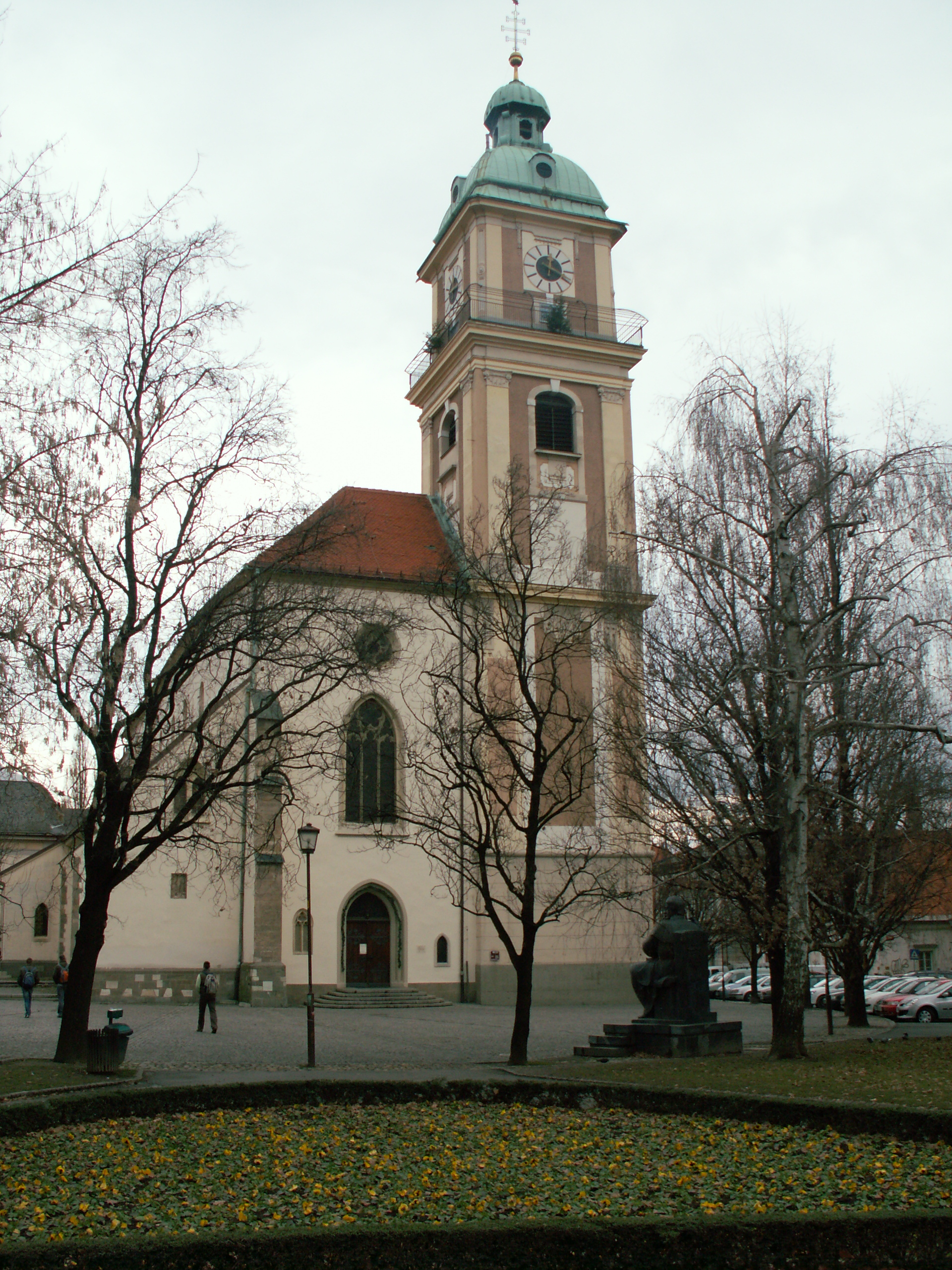
Katedra

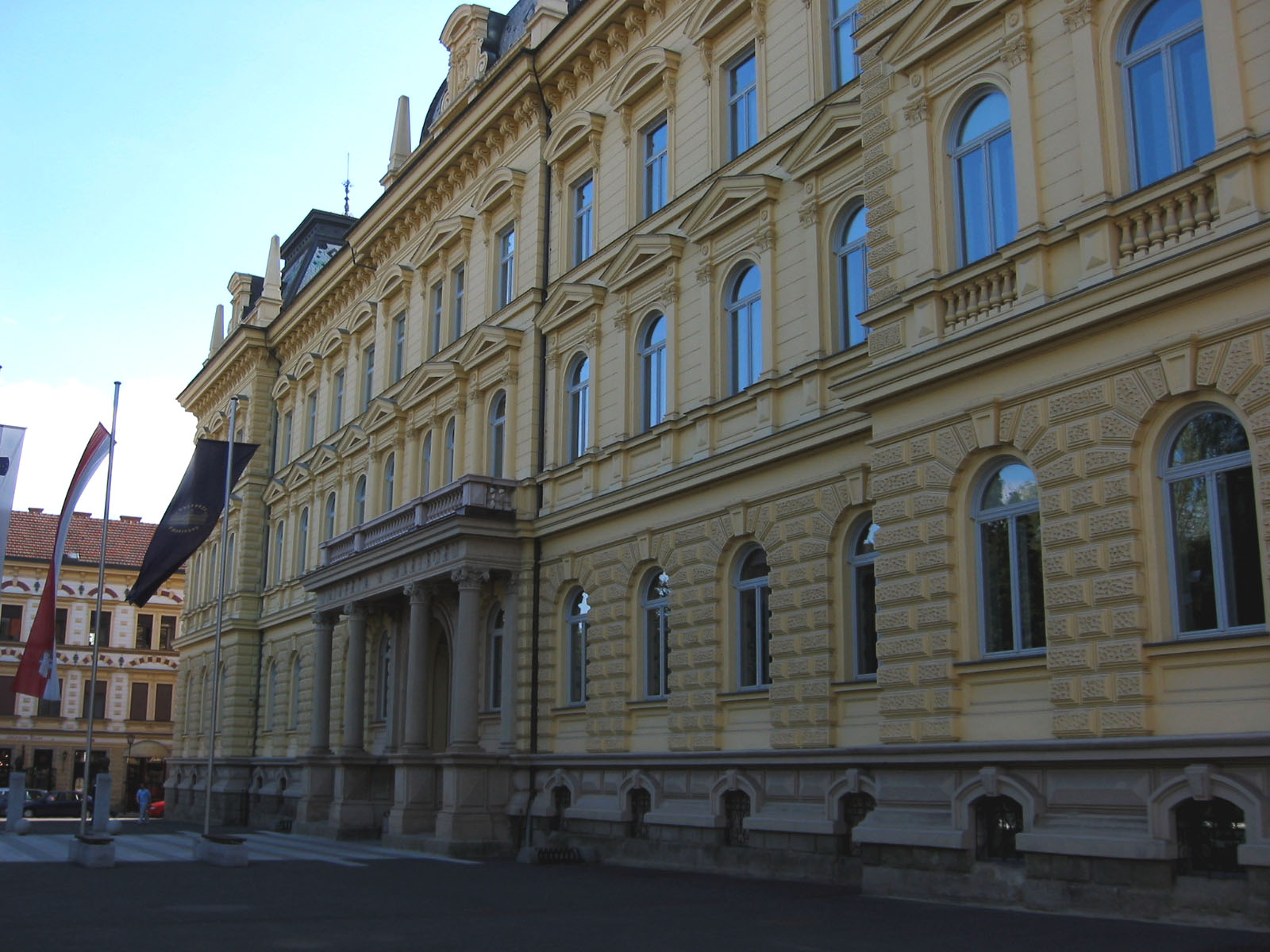
Uniwersytet

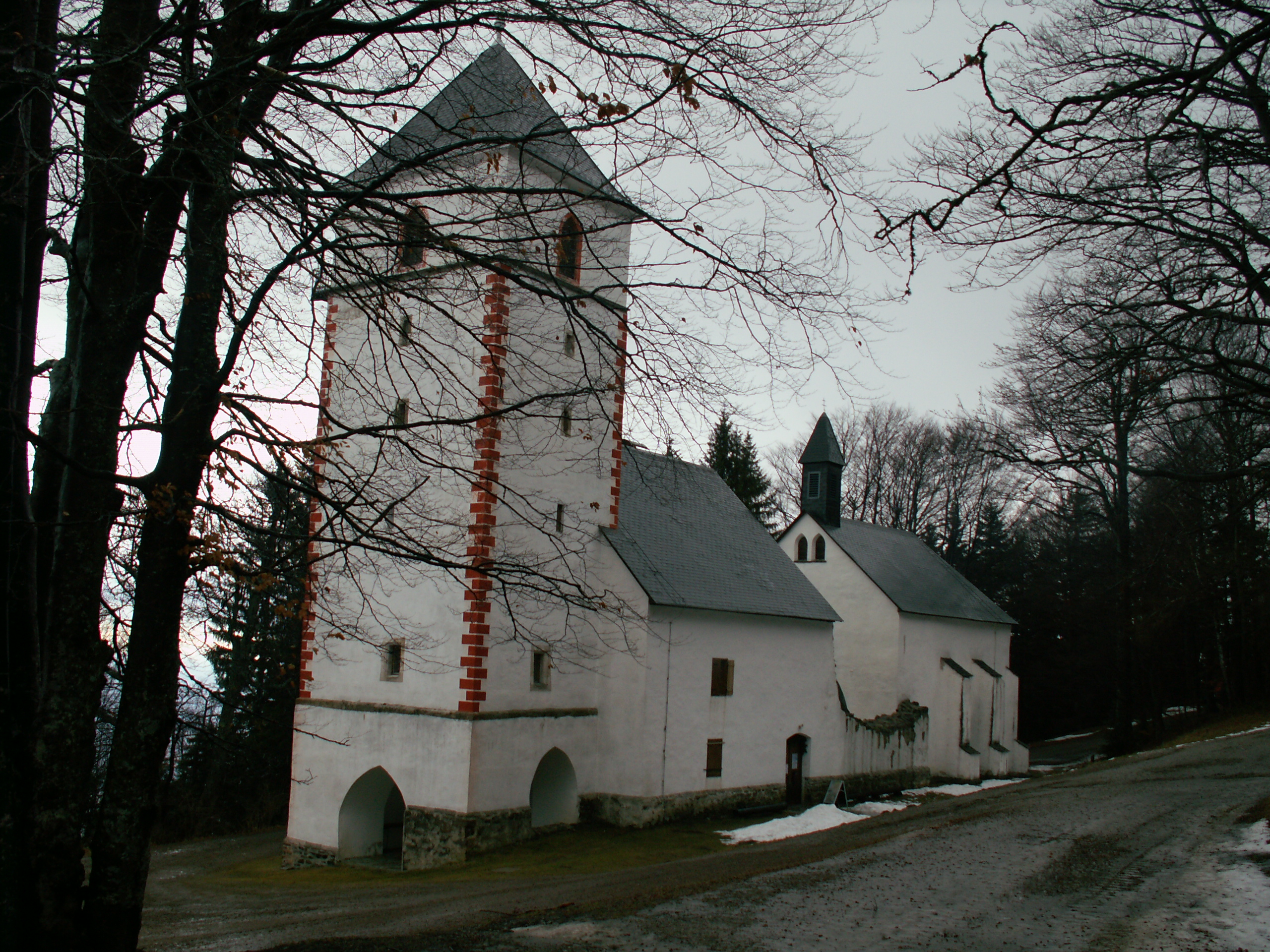
Centrum Bolfenk

Maribor (niem. Marburg an der Drau) – drugie pod względem wielkości miasto w Słowenii, ważne centrum gospodarcze i kulturalne na północnym wschodzie kraju. W roku 2002 miało 115 693 mieszkańców. Położone nad Drawą, kilkanaście kilometrów od granicy słoweńsko-austriackiej, przy autostradzie prowadzącej z Wiednia do Lublany i dalej do Triestu we Włoszech oraz na słoweńskie wybrzeże. W Mariborze ma siedzibę Uniwersytet Mariborski.
W mieście tym znajduje się również zakład produkujący pojazdy ciężarowe i autobusy Tovarna Avtomobilov Maribor.

## Historia
Wzmiankowany w 1147 roku. Miasto uzyskało rozgłos w średniowieczu, kiedy to została zbudowana forteca zwana Marchburg. Znajdowała się ona na Piramidzie (wzgórzu na północ od miasta) i miała za zadanie obronę doliny Drawy przed atakami Węgrów. Następnie miasto rozwijało się wzdłuż nabrzeży rzeki. Powstawały tam głównie winiarnie, finansowane przez miejscową społeczność żydowską. W XIV wieku Maribor został otoczony murem obronnym, w celu obrony miasta przed atakami Turków i Węgrów z którego zachowały się cztery wieże stojące wzdłuż rzeki.
Pozostając pod panowaniem Habsburgów, rozwinął się w znaczący ośrodek handlowy. Przeprowadzona przez Maribor w latach 40. XIX wieku linia kolejowa z Wiednia do Triestu zdynamizowała rozwój ekonomiczny miasta. Choć zamieszkały był głównie przez ludność niemieckojęzyczną, po rozpadzie Austro-Węgier ostatecznie wszedł w skład Królestwa Serbów, Chorwatów i Słoweńców (od 1929 Jugosławii). W trakcie II wojny światowej miasto zostało przyłączone do III Rzeszy i było intensywnie bombardowane przez aliantów; do końca 1945 roku dwie trzecie Mariboru legło w gruzach. Zajęty w 1945 roku przez partyzantów Tity wszedł w skład socjalistycznej Jugosławii. Od 1991 roku w granicach niepodległej Słowenii.

## Turystyka

### Główne atrakcje turystyczne
- Zamek w Mariborze
- Stara winorośl w Mariborze – najstarsza winorośl na świecie
- Lent – nabrzeże
- Obrambni stolpi – wieża
- Vinag – piwnice z winem
- Katedra św. Jana Chrzciciela w Mariborze
- Bazylika św. Marii Matki Litościwej w Mariborze
- Center naravne in kulturne dediščine Bolfenk na Pohorju – centrum Bolfenk
- Wjazd kolejką linową na Mariborsko Pohorje
- wieża z 1555 roku Vodni stolp

### Plac Zamkowy (Grajski Trg)
Centrum starego miasta, nad którym króluje XV-wieczny zamek (Mariborski Grad). W zamku jest także muzeum (Pokrajinski Muzej Maribor), w którym znajduje się jeden z najbogatszych zbiorów zabytków w Słowenii, znajdujący się w 20 pokojach.
Dwie ulice na północ od zamku leży rezydencja, w której znajduje się Muzeum Narodowego Wyzwolenia (Muzej Narodne Osvoboditve), zawierającą kolekcją dokumentów świadczących o walce Słowenii o niepodległość. Ze szczególnym uwzględnieniem walki partyzantów podczas okupacji nazistowskiej.

### Plac Wolności (Trg Svobode)
Plac położony na wschód od zamku mógłby pozostać niezauważony, gdyby nie „vinag” (piwnice z winem) z początku XIX wieku.

### Plac Antona Slomšeka (Slomškov Trg)
Na południe od parku miejskiego, znajduje się Plac Slomšeka, którego nazwa pochodzi od Antona Martina Slomšeka (1800–1862), słoweńskiego biskupa i polityka, który był beatyfikowany przez Jana Pawła II w 1999 roku. Był on pierwszym Słoweńcem który dostąpił tego zaszczytu. To właśnie jego rzeźba znajduje się naprzeciwko katedry św. Jana Chrzciciela. Wielki budynek na zachód, po przeciwnej stronie parku to uniwersytecka biblioteka. Po północnej stronie placu znajduje się Słoweński Teatr Narodowy w Mariborze. Zaś w kierunku południowo-zachodnim, możemy znaleźć Galerię Sztuki Współczesnej.

### Lent
Na południe od Galerii sztuki współczesnej znajduje się pierwsza z wieży obronnych zachowanych z muru obronnego. Około 150 metrów wzdłuż nabrzeża znajduje się, uważana przez miejscowych za najważniejszą atrakcję, Stara trta (najstarsza winorośl na świecie). Około 300 metrów na północ, znajduje się XVI-wieczna wieża obronna (Vodni stolp), zaś na północ od niej znajduje się, centrum żydowskiej dzielnicy w średniowieczu. Znajdują się tam XV-wieczna synagoga i Židovski stolp (żydowska wieża z 1465 roku).

### Masyw Pohorje
Wschodnia krawędź masywu Pohorje, zwany również płucami Mariboru. Znajduje się tu wiele atrakcji, takich jak:
- Stoki narciarskie – około 80 kilometrów (10 km do jazdy nocą), 36 kilometrów tras do narciarstwa biegowego, 20 wyciągów, kolejka linowa
- Trasę do zjazdu na rowerach – zaczyna się na wysokości 1050m i ciągnie przez 4 kilometry w dół wzgórza
- Górska turystyka piesza
- Center Naravne in Kulturne Dediščine Bolfenk na Pohorju – muzeum
- Adrenalinski Park Pahorje (Park Adrenaliny Pahorje)

## Sport
- NK Maribor – klub piłkarski
  - Stadion Ljudski vrt – stadion
- OK Maribor – klub piłki siatkowej mężczyzn
- Nova Branik Maribor – klub piłki siatkowej kobiet

## Współpraca
Miejscowości partnerskie:
- Graz, Austria
- Greenwich, Wielka Brytania
- Kraljevo, Serbia
- Marburg, Niemcy
- Osijek, Chorwacja
- Pétange, Luksemburg
- Petersburg, Rosja
- Pueblo, USA
- Szombathely, Węgry
- Tours, Francja
- Udine, Włochy
- Zduńska Wola, Polska